# FSV 07 Lauscha
Die SG Lauscha Neuhaus ist ein deutscher Fußballverein aus Lauscha im Landkreis Sonneberg. Die SG Lauscha Neuhaus ist als Fußballabteilung in den 350 Mitglieder starken eingetragenen Verein SV Lauscha integriert. Heimspielstätte ist der Tierberg-Sportplatz.

## Verein

Historisches Logo des 1. FC Lauscha

Logo der BSG Chemie Lauscha

Der FSV Lauscha wurde im Jahr 1907 als 1. FC Lauscha gegründet. 1922 und 1925 wurde der 1. FC Lauscha südthüringischer Meister und nahm an der mitteldeutschen Meisterschaft teil, in welcher der Verein aber keine Erfolge erreichen konnte. 1935 gelang Lauscha gemeinsam mit Dessau 05 der Aufstieg in die Gauliga Mitte. In der damals höchsten deutschen Spielklasse agierten die Thüringer bis 1939, anschließend verzichtete der Verein auf weitere Spielzeiten.
Nach dem Zweiten Weltkrieg wurde der Verein als SG Lauscha neu gegründet und trat als Mehrspartenverein auf. 1950 gewann Lauscha die Staffel Süd der Fußball-Landesklasse Thüringen 1949/50 und traf im Endspiel um die thüringische Meisterschaft auf KWU Weimar. Das Endspiel verlor Lauscha im Erfurter Georgi-Dimitroff-Stadion mit 0:1, woraufhin Weimar in die DDR-Oberliga und Lauscha in die neu geschaffene DS-Liga eingegliedert wurden. Im gleichen Jahr vollzog der Verein eine Namensänderung in BSG Chemie Lauscha. Chemie gehörte der zweithöchsten Spielklasse der DDR bis 1955 an. Nach der anschließenden Ligareform spielte Chemie Lauscha in der neu geschaffenen drittklassigen II. DDR-Liga, welcher die Thüringer bis zu deren Auflösung im Jahr 1963 angehörten.
In den sechziger Jahren litt Chemie Lauscha unter der Delegierung von Spielern zum Lokalrivalen Motor Steinach. Höhepunkt war das 1962 geplatzte Spiel im Achtelfinale des FDGB-Pokals gegen Lok Stendal, in welchem Lauscha aus Protest wegen Delegierungen von Leistungsträgern nicht antrat. Offiziell gab der Verein an, „keine vollzählige Mannschaft mehr zusammen zu bekommen“.
In der Folgezeit agierte Lauscha bis zur Wende auf regionaler Ebene des Bezirkes Suhl. Eine Rückkehr in den höherklassigen Fußball gelang dem inzwischen umbenannten FSV 07 Lauscha nicht mehr.
2010 erfolgte der Zusammenschluss in Form einer Spielgemeinschaft mit den Fußballern des WSV Neuhaus 1907 aus Neuhaus am Rennweg. Seitdem spielt man unter der Bezeichnung SG Lauscha/Neuhaus. Der Zusammenschluss erwies sich als sportlich effektiv, da die SG Lauscha/Neuhaus in der Saison 2010/11 sowohl den Kreispokal gewann als auch Meister der Kreisliga Sonneberg wurde und damit in die achtklassige Regionalklasse aufstieg. Seit der Verbandsstrukturreform im Thüringer Fußball-Verband spielte die SG in der Kreisoberliga Südthüringen, stieg jedoch am Ende der Saison 2016/17 nach einem 6-Punkte-Abzug und einer Niederlage in der Verlängerung der Relegation gegen den SV Mendhausen/Römhild in die Kreisliga Südthüringen ab.

## Sportstätten
Die Mitglieder des 1. FC Lauscha erbauten in Eigenleistung einen Fußballplatz auf der Eller am Steinigen Hügel, hoch über der Stadt. Hier erinnert heute noch ein Gedenkstein an die im Ersten Weltkrieg gefallenen Sportler. Die SG Lauscha bzw. BSG Chemie Lauscha erschuf nach und nach auf der anderen Seite des Tales auf dem Tierberg eine Sportanlage mit einem Übungsplatz, die auch für Leichtathletikdisziplinen und im Winter als Start und Ziel für Langlaufwettbewerbe genutzt werden kann. 1969 entstand an der Obermühle eine Turnhalle, in der jahrzehntelang jährlich ein Hallenfußballturnier ausgetragen wurde.

## Statistik
- Teilnahme Gauliga Mitte: 1935/36 bis 1938/39
- Teilnahme DDR-Liga: 1950/51 bis 1954/55
- Teilnahme II. DDR-Liga: 1955 bis 1962/63
- Ewige Tabelle der DDR-Liga: Rang 99
- DS-Pokal: 1950

## Personen
- Reinhard Heß (1945–2007), war Skispringer der BSG Chemie Lauscha und späterer Skisprungtrainer